# We Work the Black Seam
«We Work the Black Seam» es una canción protesta grabada por el músico británico Sting para su álbum debut en solitario de 1985 The Dream of the Blue Turtles, del cual es el tema más largo. Su letra expresa la posición de los mineros del carbón británicos que habían estado en huelga durante el año anterior al lanzamiento del álbum, dirigido al gobierno conservador de la primera ministra Margaret Thatcher. Habla del profundo apego de los mineros a su trabajo y de su importancia para la economía y la cultura del país, en alusión al poema de William Blake «And did those feet in ancient time», al tiempo que critica las políticas económicas de Thatcher, en particular el esfuerzo por pasar del carbón a la energía nuclear como principal fuente de energía de Gran Bretaña.
Sting se sintió impulsado a escribir la canción por su propia juventud en Northumberland, en las afueras de Newcastle, donde muchas comunidades dependían económicamente de la minería. Consideró que nadie durante la huelga había defendido el uso continuo del carbón y los peligros que plantea la energía nuclear. Su padre había trabajado en la construcción naval, otra industria que alguna vez dominó la economía británica pero que había ido perdiendo importancia a finales del siglo XX. Dibujó la línea melódica de una canción que había coescrito y grabado como miembro de la banda de jazz británica Last Exit de mediados de la década de 1970. Fue lanzado como sencillo en Alemania, Australia y Nueva Zelanda; Al año siguiente se filmó una versión en vivo para Bring on the Night y su álbum de banda sonora. Sting lo volvió a grabar con un arreglo diferente en 1993 para Ten Summoner's Tales y luego lo adaptó para orquesta sinfónica en Symphonicities de 2010.
A los críticos en general les gustó la canción, al menos musicalmente. Han notado en particular cómo su figura de sintetizador insistente y repetitiva y su ritmo de percusión de acompañamiento inmutable sugieren un contraste entre la maquinaria y la humanidad representada por la voz de Sting y los rellenos del saxofón soprano de Branford Marsalis. También se ha visto como una evolución en la música de protesta de Sting, la primera vez que dedica una canción a cuestiones medioambientales. La letra provocó reacciones encontradas; científicos han criticado la canción por su afirmación inexacta de que el carbono-14 es peligrosamente radiactivo, cuando en realidad es un producto generalizado de la desintegración natural que es inofensivo en esas cantidades y que en su lugar se utiliza para la datación por radiocarbono. Tres décadas después de su publicación, Sting dijo que había revisado su opinión sobre la energía nuclear en respuesta al cambio climático y que ahora la veía más favorablemente.

## Contexto económico, político y social
Cuando Margaret Thatcher se convirtió en primera ministra del Reino Unido tras la victoria de su Partido Conservador en las elecciones de 1979, uno de sus objetivos era aumentar la capacidad de generación de energía nuclear de Gran Bretaña. Quedó impresionada por el plan Messmer de Francia, implementado en respuesta a la crisis del petróleo de 1973. Esto llevó a la construcción de 58 nuevos reactores a finales de los años 1970, haciendo a Francia menos dependiente de las importaciones de petróleo extranjero y eliminando el uso de carbón, resultado que también se logró en la vecina Bélgica. Gran Bretaña, por el contrario, había sido pionera en el uso de la energía nuclear comercial en la década de 1950, pero desde entonces se había quedado atrás, con sus útiles reactores envejeciendo hasta quedar obsoletos, mientras que proyectos más nuevos como Dungeness B se convirtieron en vergüenzas nacionales a medida que los costos de construcción y los retrasos aumentaban. Una segunda crisis petrolera ese mismo año subrayó la urgencia. En octubre de ese año, el secretario de Estado de Energía, David Howell, anunció al Parlamento el plan del gobierno de añadir 15 gigavatios de capacidad de generación nuclear mediante la construcción de aproximadamente un nuevo reactor cada año durante 10 años. Thatcher se hizo eco de este anuncio dos meses después con detalles más firmes de un programa.
Los conservadores también tenían una razón política para abrazar la energía nuclear. Su gobierno anterior había sido derrotado en unas elecciones celebradas durante una huelga invernal de los mineros del carbón, que trabajaban en las minas nacionalizadas dirigidas por la Junta Nacional del Carbón (NCB por sus siglas en inglés). Dos años antes, el gobierno del primer ministro Edward Heath había aumentado los salarios de los mineros después de otra huelga de mineros, y esta vez el gobierno estaba menos dispuesto a negociar, convirtiendo las elecciones en un referéndum sobre la huelga bajo el lema «¿Quién gobierna Gran Bretaña?». El electorado respondió a ese desafío devolviendo al poder al opositor Partido Laborista, más estrechamente aliado con el Sindicato Nacional de Mineros (NUM por sus siglas en inglés).

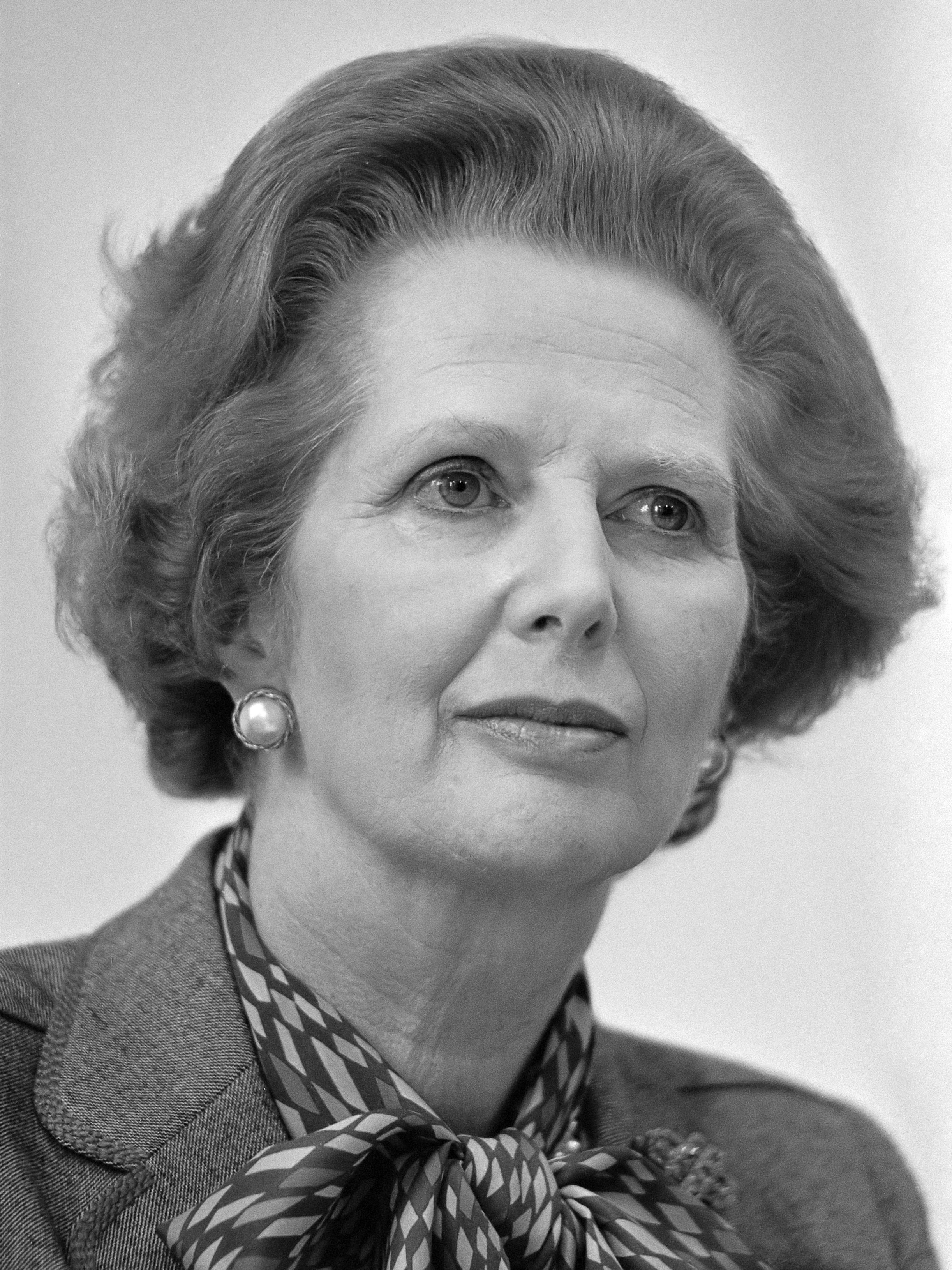
Margaret Thatcher en 1983.

Muchos de los conservadores que llegaron a la dirección del partido, incluida Thatcher, nunca olvidaron lo que consideraron una derrota humillante ante el NUM y Arthur Scargill, un líder sindical regional en Yorkshire donde se concentraba el grupo más grande de mineros, cuyo uso de piquetes móviles habían asegurado la victoria del sindicato. Atribuyeron el descontento público a los sindicatos británicos fomentados por el invierno del descontento, varias semanas de huelgas de sindicatos que representan a transportistas, trabajadores de la basura, sepultureros y otros trabajadores gubernamentales agravados por el severo clima invernal que se combinaron para casi paralizar al país, con su victoria electoral. Como resultado, rompieron con gobiernos conservadores anteriores al adoptar teorías económicas de libre mercado más explícitamente libertarias que se conocieron como thatcherismo. Un elemento era que no se podía permitir que los sindicatos ejercieran tal control sobre la economía británica como lo habían hecho, o como se había percibido que lo hacían, bajo los gobiernos de ambos partidos desde la Segunda Guerra Mundial.
La minería del carbón británica, que alguna vez impulsó la Revolución Industrial y enriqueció a los propietarios y operadores de minas a expensas de los mineros que arriesgaron sus vidas realizando trabajos sucios y peligrosos que habían llevado a la sindicalización y al malestar laboral generalizado a principios del siglo XX, había disminuido considerablemente a principios de los años 1980. El número total de mineros había disminuido en un 80 por ciento con respecto a aquellas épocas anteriores, muchas de las vetas de carbón más ricas y accesibles se habían agotado y sólo los subsidios gubernamentales mantenían la minería rentable. Sin embargo, muchos pozos permanecieron abiertos, ya que Scargill y NUM habían prometido luchar contra cualquier cierre por cualquier motivo que no fuera la seguridad.
En 1981, el gobierno propuso cerrar 20 pozos, pero dio marcha atrás ante la oposición sindical y la amenaza de otra huelga. Al año siguiente, Scargill fue elegido presidente del NUM gracias a su promesa de oponerse a cualquier cierre a menos que el pozo fuera inseguro o estuviera agotado. El gobierno respondió en 1983 nombrando a Sir Ian MacGregor para dirigir la NCB después de su mandato en British Steel, donde había despedido 95 000 puestos de trabajo para hacerla lo suficientemente rentable como para ser privatizada. Propuso cerrar los mismos 20 pozos, lo que Scargill atacó porque pretendía más romper el sindicato que mejorar los libros contables de la NCB.

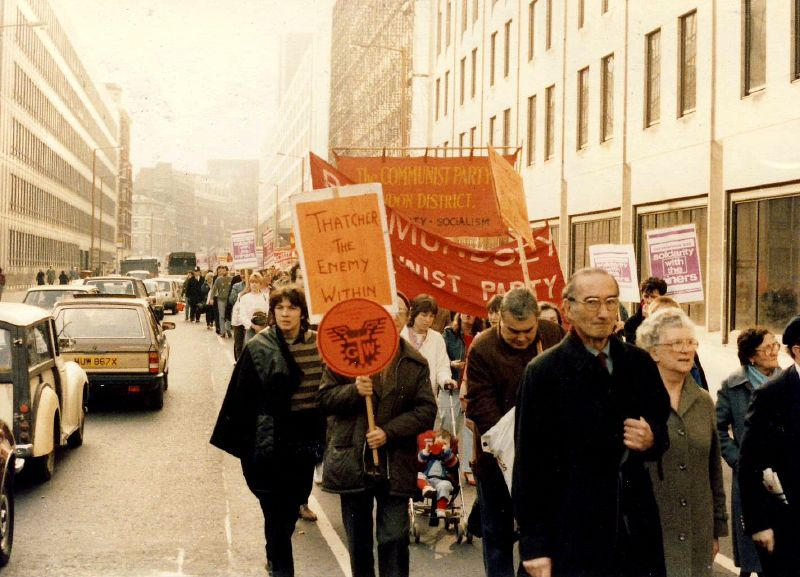
Marcha en apoyo a los mineros en huelga.

A pesar de haber abandonado los cierres previstos en 1981 ante una amenaza de huelga, el gobierno se estaba preparando activamente para la eventualidad de otra. Siguiendo el Plan Ridley, elaborado por Nicholas Ridley, otro diputado conservador convencido de que un gobierno conservador tenía que ganar una huelga nacional para controlar los sindicatos en beneficio de la economía, había almacenado carbón en las centrales eléctricas y se había preparado para que las centrales eléctricas cerradas vuelvan a estar en línea. La energía nuclear, aunque limitada en ese momento, era parte del plan. El canciller de la Hacienda, Nigel Lawson, otro fuerte thatcherista, lo vio como «el medio de emancipación de Arthur Scargill».
En marzo de 1984, los mineros de una mina de Yorkshire del Sur abandonaron sus trabajos por los cierres y convocaron una huelga nacional, convocatoria de la que se hizo eco Scargill pero que no fue plenamente implementada en todas las regiones debido a la falta de una votación a nivel sindical. El uso de carbón disminuyó en un tercio durante la huelga; la energía nuclear ayudó a compensar la diferencia. Casi un año después, la huelga terminó y los mineros no obtuvieron nada. Poco después comenzaron los cierres de pozos.

## Composición

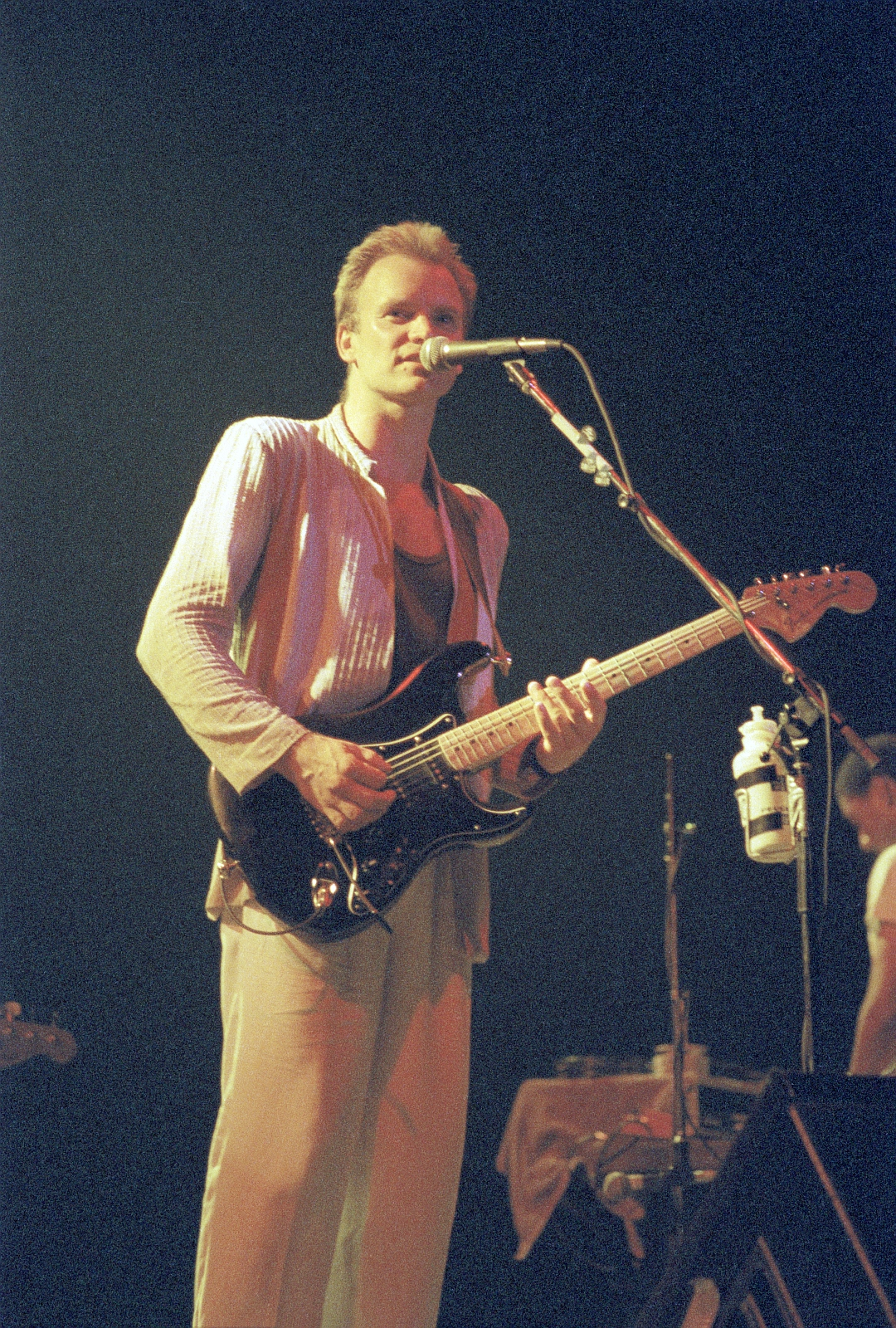
Sting en 1986.

Sting combinó una línea melódica de una canción que había grabado una década antes con letras sobre la huelga de los mineros, que continuaba mientras escribía, grababa y mezclaba la canción para las sesiones de The Dream of the Blue Turtles en Blue Wave, el estudio de Eddy Grant en Barbados y Le Studio en Quebec, al norte de Montreal.
En una entrevista con el New Musical Express (NME) en el momento del lanzamiento de The Dream of the Blue Turtles, Sting habló sobre el trasfondo de la canción. En su Wallsend natal, en las afueras de la ciudad de Newcastle, en la región del Nordeste de Inglaterra, los niños que no terminaban la escuela primaria tenían la opción de trabajar en el astillero naval Swan Hunter, donde había trabajado su padre, o en la carbonera Rising Sun, un pozo fuera de la ciudad, si querían permanecer en el área y ganar un salario digno. Antes de su carrera musical, Sting enseñó en un pueblo de Northumberland donde «todos los padres de los niños eran mineros. La zona en la que crecí estaba literalmente construida sobre carbón».
Para entonces, tanto el foso como el astillero habían sido cerrados. «Quedan 300 años de reservas de carbón y están cerrando todos estos pozos», lamentó. «Y, francamente, creo que el gobierno tiene la cabeza metida en el culo. Están destruyendo comunidades que son culturalmente muy ricas [y] no les ofrecen ninguna alternativa, diciendo que son completamente inútiles».

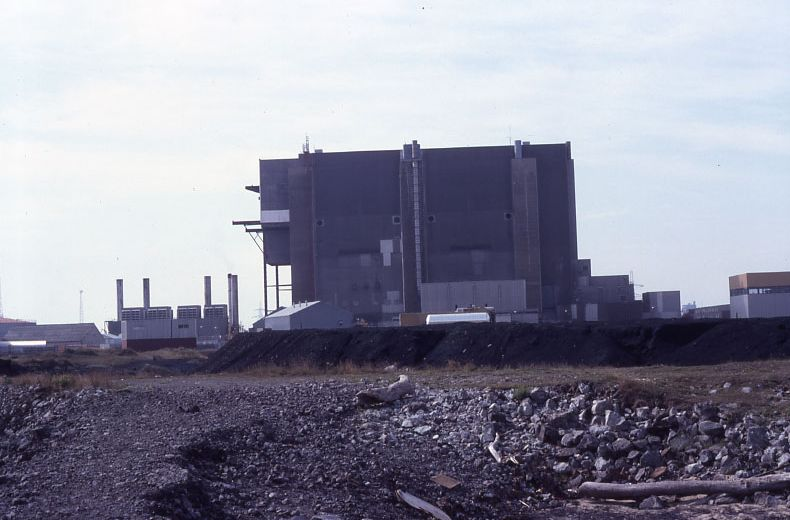
El reactor nuclear de Hartlepool, durante su construcción en 1983.

Sting también criticó el plan del gobierno para reemplazar el carbón con energía nuclear, señalando la central nuclear de Hartlepool en las afueras de Middlesbrough, al sur de Wallsend, que requirió importaciones de uranio de Sudáfrica para funcionar. Él mismo alguna vez apoyó la energía nuclear, pero luego dijo que cambió de opinión cuando supo más sobre ella. «Esas máquinas fueron encendidas hace 20 años y no saben cómo apagarlas. Ahora se están cayendo a pedazos y no saben cómo repararlas. Es aterrador». Sting también dijo que amigos que trabajan en la industria nuclear «me llaman por teléfono de vez en cuando con historias de terror sobre lo peligroso e inepto que es todo el sistema».
«También sentí que durante la huelga de los mineros», continuó Sting, «el argumento a favor del carbón nunca fue presentado a la nación. [Neil] Kinnock no lo explicó, Arthur Scargill ni siquiera lo abordó, Fue una completa retórica de personalidad con Thatcher. Y el argumento a favor del carbón es realmente sólido». Finalmente, dijo:

'We Work the Black Seam' trata sobre la dignidad y el heroísmo de ser un minero de carbón. Creo que simbólicamente el minero en nuestra sociedad juega un papel importante, de manera subconsciente. Si lo pensamos de manera simbólica, el minero excava en la columna vertebral del país y saca poder. Hay algo muy noble en la imagen.

### Música
«We Work the Black Seam» está en 4
4 a un tempo de 120 pulsaciones por minuto, abriéndose en tono de La menor. Inicialmente sigue una progresión armónica de Am-C-Em 7, una progresión i-III-v que se alterna con Am-F-Dm 7 (i-VI-iv), a lo largo de la estrofa. En el estribillo, el sintetizador cambia para tocar solo los acordes de fondo mientras la canción se modula hasta la clave de fa, con la progresión FCDa, repetida tres veces en su totalidad. En el cuarto, la progresión se detiene en Re en las palabras «carbon fourteen», después de lo cual el bajo y el sintetizador tocan una escala que desciende de Fa a La, facilitando el regreso a La menor para que el título de la canción se cante dos veces antes del siguiente verso.
La canción se desvanece con una figura repetida de teclado de seis notas en una voz similar a un vibráfono en cuartas y quintas abiertas, tocada en los tiempos fuertes, que el crítico Jon Pareles comparó con «el sonido metálico de las púas». Christopher Gable, autor de The Words and Music of Sting, remonta el uso de las cuartas y quintas abiertas a la música folclórica inglesa. Detrás hay una pista de percusión que consta de tres corcheas en un bombo que rodea el segundo tiempo y un golpe de caja en el cuarto tiempo, los cuales permanecen consistentes a lo largo de toda la canción. Gable ve esto como, junto con el desvanecimiento de la canción, sugiriendo una fábrica en producción continua, creando tensión entre la humanidad de la melodía y la rígida pista de acompañamiento que acentúa el tema de la letra. Paul Carr señala de manera similar que esto «parece ser deliberadamente 'industrial', automatizado, con una evitación mecanizada de los sentimientos». Lo encuentra complementado por los cuernos durante los coros, evocando las bandas metálicas en la mayoría de las comunidades mineras británicas.
Cuando la música alcanza el volumen máximo, entran los rellenos de guitarra, saxofón soprano y sintetizador. La frase inicial del saxofón, que comienza en una quinta ascendente. Durante el coro, el saxofón toca una contramelodía configurando la escala descendente que marca el regreso a La menor. Gable considera que esto acentúa la esperanza lírica expresada por el coro de que las quejas de los mineros con la energía nuclear serán mejor apreciadas en el futuro. Luego, mientras se canta el título, suena la misma frase que en la introducción, marcando un regreso al presente.
La melodía, que Pareles describió como «sinuosa ... sugiriendo subir y bajar», fue descrito por Sting como «habiendo permanecido entre mis notas mentales durante quizás diez años», en las notas del álbum de la banda sonora para Bring on the Night, un documental de 1986 sobre la realización de Turtles, en el que se muestra la canción siendo grabada. Si bien esas notas implican que nunca había podido usarla, debido a su incapacidad para terminarla o «encontrar una letra adecuada», en realidad era la línea melódica de «Savage Beast», una canción que había grabado en 1975 cuando formaba parte de la banda británica de jazz fusión Last Exit.
Gable señala que la línea melódica del verso, en el modo dórico, es aditiva: «Cada fragmento de frase se basa en el último, hasta que la tercera y última frase forma un gran arco desde la nota tónica 'a' hasta una 'b' alta y volver a bajar». La melodía del coro muestra menos variación, lo que para él acentúa la diferencia entre el enfoque de la letra del verso en el presente y el giro del coro hacia el futuro.
En su tesis doctoral de 2019 sobre la música de Sting para la Universidad York de Canadá, Christopher Rait encuentra «una serie de recursos rítmicos atractivos» en «We Work the Black Seam», que atribuye a la influencia del swing. Las melodías instrumentales de apertura, estirando la introducción en modo eólico de la introducción con algunas extensiones, introducen una disonancia rítmica con el ritmo subyacente de Charlestón, y su síncopa se convierte en hipersíncopa cuando entran las voces.

### Letra

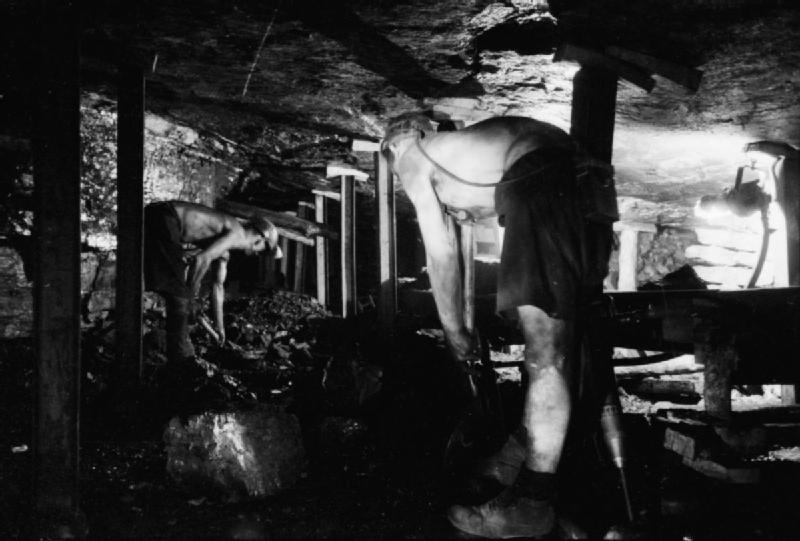
«We tunneled deep inside the nation's soul ...» («Hemos hecho un túnel en lo más profundo del alma de la nación ...»)

La letra toma la forma de un monólogo dramático. El cantante habla en nombre y como uno solo de los mineros, siempre usando we («nosotros») y dirigiéndose a una persona o personas anónimas. Les dice en las primeras líneas: «This place has changed for good / Your economic theory said it would / It's hard for us to understand / We can't give up our jobs the way we should» («Este lugar ha cambiado para siempre / Su teoría económica decía que así sería / Es difícil para nosotros entenderlo / No podemos renunciar a nuestros trabajos como deberíamos»). En el segundo verso, el cantante alude a los muchos accidentes y muertes que han ocurrido en las minas mientras los mineros «tunneled deep inside the nation's soul» («hicieron un túnel en lo más profundo del alma de la nación») y, más tarde, «walk through ancient forest lands / And light a thousand cities with our hands» («caminan a través de antiguas tierras forestales  / Y encienden un mil ciudades con nuestras manos»). Este impacto no se puede medir monetariamente, por lo que «your economic theory makes no sense» («su teoría económica no tiene sentido»). Estas líneas se han tomado como un ataque al thatcherismo.</ref>
En el estribillo, que hace su primera aparición después del segundo verso, la canción plantea la cuestión nuclear; Paul Carr nota un cambio de tono que sugiere que el coro está dirigido únicamente a los mineros. El cantante espera que en una futura «nuclear age / They may understand our rage» («era nuclear/ puedan entender nuestra rabia»). Alude a las dificultades de mantenimiento que Sting le dijo a NME de las que había oído hablar a sus amigos, y luego a las razones del gobierno para eliminar gradualmente el carbón en favor de la energía nuclear:

Power was to become cheap and clean
Grimy faces were never seen
But deadly for twelve thousand years
Is carbon fourteen
La energía iba a ser barata y limpia
Nunca se vieron caras sucias
Pero mortal durante doce mil años
Es carbono catorce

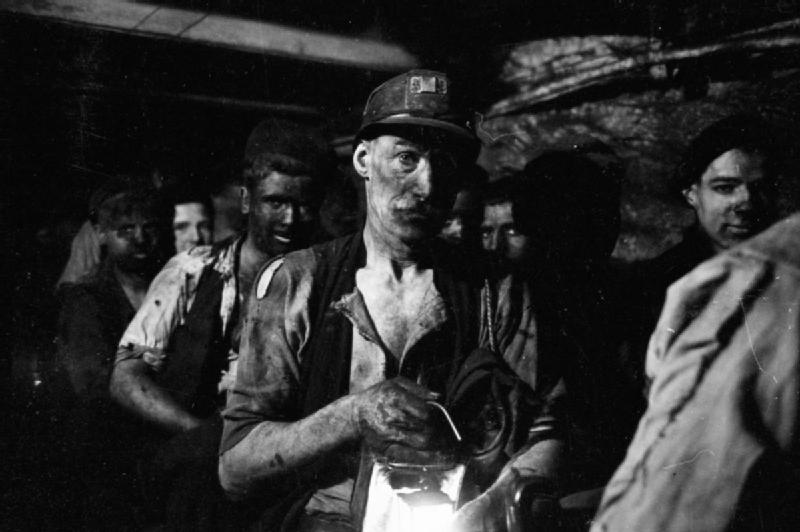
«Grimy faces were never seen ...» («Nunca se vieron caras sucias...»)

El siguiente verso alude a «And did those feet in ancient time», un poema de principios del siglo XIX de William Blake que un joven Sting probablemente habría estudiado en la escuela primaria, más tarde adaptado al himno anglicano, «Jerusalem», al describir las plantas nucleares como «dark satanic mills« («oscuros molinos satánicos») que «have made redundant all our mining skills» («han hecho superfluas todas nuestras habilidades mineras»). Concluye con una advertencia de que «all the poisoned streams in Cumberland» («todos los arroyos envenenados en Cumberland») son un precio demasiado alto a pagar por abandonar el carbón.

### Grabación
«We Work the Black Seam» fue una de las últimas pistas del álbum que se grabó en los estudios Blue Wave de Eddy Grant en Barbados antes de que concluyeran las sesiones en marzo de 1985. Después llevó las cintas maestras a Nueva York para compartirlas con ejecutivos de A&M Records, su sello, y luego fue a Le Studio, en Morin-Heights, Quebec, Canadá, al norte de Montreal, para mezclar el álbum. Sting produjo la canción él mismo junto con Pete Smith.

## Lanzamientos
«We Work the Black Seam» fue la primera pista en la segunda cara del lanzamiento en vinilo y casete de The Dream of the Blue Turtles, lanzado en junio de 1985, y la sexta de 10 pistas en general, entre «Shadows in the Rain« y «Consider Me Gone». Con 5 minutos y 42 segundos de duración, es la pista más larga del álbum.
Fue lanzado como sencillo en Australia, Alemania y Nueva Zelanda un año después del álbum, el sexto sencillo en esos países. «The Dream of the Blue Turtles», la canción que da título al álbum y la más corta, era la cara B. Vendió aproximadamente 10 000 copias en todo el mundo.

### Otras versiones
A finales de 1985, Sting y los músicos de jazz con los que había grabado The Dream of the Blue Turtles se reunieron en París para ensayar para una breve gira europea. Actuaron en varios locales de la capital francesa; El cineasta Michael Apted realizó un documental, Bring on the Night de los ensayos y actuaciones. Se muestra a Sting y las coristas Janice Pendarvis y Dolette McDonald ensayando sus partes en «We Work the Black Seam» en el que cantan las líneas principales, acompañadas por una caja de ritmos y un sintetizador que tocan todas las partes musicales. La escena pasa a una interpretación de la canción con la banda en el Palais Omnisports de Paris-Bercy con un arreglo similar a la versión grabada salvo por los coros; El saxofonista Branford Marsalis es aplaudido después de tocar la línea melódica como solo. La actuación que se muestra en la película también se incluye en el álbum de la banda sonora, donde dura casi 7 minutos.
Ocho años después, en 1993, Sting volvió a grabar «We Work the Black Seam», con Hugh Padgham como coproductor, durante las sesiones de su álbum Ten Summoner's Tales. Eligió no incluirlo en el álbum y, en cambio, se lanzó en dos sencillos diferentes: el sencillo en CD estadounidense de «If I Ever Lose My Faith in You», como «We Work the Black Seam (1993)» y como lado B del lanzamiento en Reino Unido de 7 pulgadas de «Fields of Gold». Este último lanzamiento omitió el paréntesis del título.
En su álbum Symphonicities de 2010, Sting cantó sobre arreglos orquestales de sus canciones interpretados por la Royal Philharmonic Orchestra, luego de una gira en la que los dos habían actuado juntos. Entre ellos se encontraba «We Work the Black Seam». El arreglo, la versión más larga de la canción registrada en 7:18, presenta más metales que las otras canciones del álbum y se construye principalmente alrededor de la línea melódica, con los rellenos de saxofón y la línea de acompañamiento del original que se escuchan a veces. Sting también cambió algunas de las letras.

## Video musical
Se filmó un video para acompañar el lanzamiento de la canción en Alemania. En él, Sting se encuentra en el salón de baile de una mansión entre muebles y maniquíes, cubiertos con una envoltura de plástico, cantando la canción.

## Recepción

### Tras su lanzamiento
Los críticos que revisaron el álbum tomaron nota de «We Work the Black Seam». La mayoría encontró la música digna de elogio. «Los sonidos de la percusión delicadamente golpeada, el órgano y los ligeros golpes de saxofón le dan una etérea sensación de himno», escribió Stephen Holden en The New York Times. «El arreglo también ilumina la contemplación más profunda de la canción sobre el poder escondido en la tierra y sus comparaciones entre la explotación irresponsable del trabajo humano y los recursos naturales». En Rolling Stone, Pareles destacó la «transparencia» de la canción. Billboard la calificó de «ambiciosa ... la obra de un artista original». Los Angeles Times calificó la canción como «una balada extraordinaria ... que se basa en una figura mínima de cinco notas y los acentos atonales de [Branford] Marsalis». Tom Moon del Miami Herald calificó el «estribillo estridente y casi aterrorizado» de la canción como uno de los «momentos de música extática» del álbum. Por el contrario, Richard Williams en The Times se quejó de que la canción «carece de la dimensión misteriosa que convierte la propaganda en arte».
La letra de la canción provocó una reacción más variada. Richard Harrington, reseñando un concierto de Sting en The Washington Post, comentó que la «black seam» («costura negra») del título de la canción «también podría ser una metáfora de la antigua pasión de Sting por varios estilos afroamericanos y caribeños». Pareles encontró las «claras denuncias del thatcherismo» en el primer verso ahogadas por las «tonterías sobre el universo» en la letra posterior, y aconsejó a los oyentes que «tiraran la hoja de la letra». También dio a entender que la preocupación de Sting sobre los efectos a largo plazo del carbono-14 en el coro se debió a que rimaba mientras que «plutonio» no. Otros escritores han tomado nota de esta inexactitud científica, ya que el carbono-14, aunque radiactivo, es un isótopo natural común que se acumula en el cuerpo humano y en el medio ambiente y, en una proporción de aproximadamente 0,01 de mSv/año por persona, no representa ninguna amenaza para la salud, al tiempo que permite su punto más amplio de que los desechos nucleares siguen siendo radiactivos y peligrosos durante períodos de tiempo muy largos.

### Años después
Los críticos y académicos que recuerdan «We Work the Black Seam» en años posteriores lo han visto como un paso significativo en el desarrollo de Sting como escritor e intérprete de música de protesta. Había comenzado a escribir este tipo de canciones con «Driven to Tears» en el álbum Zenyattà Mondatta de The Police de 1980, y continuó con algunas más en el siguiente álbum de la banda, Ghost in the Machine, pero las evitó en gran medida en Synchronicity, el último álbum de Police. Gable señala que «We Work the Black Seam» es la primera canción de protesta de Sting construida en torno a temas ambientalistas, una causa con la que se asociaría más fuertemente más adelante en su carrera en solitario, particularmente la protección de las selvas tropicales del mundo.
La perspectiva de Sting sobre las ventajas del carbón frente a la energía nuclear cambió con el tiempo. Al comentar sobre la letra en 2009, escribió: «Ninguna fuente de poder es ideal, pero esa sería otra canción». Siete años después, en una entrevista con Rolling Stone, dijo que el cambio climático le había llevado a revaluar aún más ese punto de vista. «Si vamos a abordar el calentamiento global, creo que la energía nuclear es la única manera de crear cantidades masivas de energía».
Desde 1985, el Reino Unido ha reducido considerablemente su uso de energía alimentada con carbón. En 2017, solo quedaban abiertos 10 pozos y el carbón representaba solo el 2 por ciento de la electricidad generada; el país ha pasado cada vez más períodos de días seguidos sin tener que quemar carbón. El gobierno planea eliminarlo por completo para 2025. Si bien la energía nuclear representa el 20 por ciento de la energía británica, sólo se construyó uno de los diez reactores que Thatcher pidió, y todos los demás reactores tendrán que retirarse para 2030. La diferencia ha sido compensada por la «carrera por el gas» del Mar del Norte tras la privatización de la red eléctrica británica en los años posteriores a la huelga de los mineros; el gas resultó ser más barato y más limpio que el carbón.

## Personal
- Sting - voz, guitarras
- Darryl Jones - bajo
- Kenny Kirkland - teclados
- Branford Marsalis - saxofón soprano
- Omar Hakim - batería[18]